# Davlameti
Davlameti è una suddivisione dell'India, classificata come census town, di 8.807 abitanti, situata nel distretto di Nagpur, nello stato federato del Maharashtra. In base al numero di abitanti la città rientra nella classe V (da 5.000 a 9.999 persone).

## Geografia fisica
La città è situata a 21° 08' 51 N e 78° 58' 31 E.

## Società

### Evoluzione demografica
Al censimento del 2001 la popolazione di Davlameti assommava a 8.807 persone, delle quali 4.550 maschi e 4.257 femmine. I bambini di età inferiore o uguale ai sei anni assommavano a 1.174, dei quali 590 maschi e 584 femmine. Infine, coloro che erano in grado di saper almeno leggere e scrivere erano 6.770, dei quali 3.916 maschi e 2.854 femmine.